# Żurawianka Żurawica
Ludowy Klub Sportowy Żurawianka Żurawica – polski klub sportowy z Żurawicy, założony w 1928.

## Historia
Przed wojną klub współpracował z wojskiem i działał pod nazwą Wojskowy Klub Pancerni. Odnosił wtedy sukcesy w wielu dyscyplinach. Po wojnie działał pod patronatem kolei, a następnie był członkiem zrzeszenia LZS. W latach 50. i 60. klub zasłynął sukcesami lekkoatletycznymi. W 1969 powstała sekcja zapaśnicza, która także odniosła sukces. Pod koniec lat 80. w klubie pozostała tylko sekcja piłki nożnej. W sezonie 2004/2005 osiągnęła finał Pucharu Polski województwa podkarpackiego.

## Sukcesy lekkoatletów
- 1949 - mistrzostwo Polski w biegach przełajowych na 1500 m (Pelagia Wójcik)
- 1950 - halowe mistrzostwo Polski w sztafecie 4x50 m kobiet
- 1950 - mistrzostwo Polski na 50 m kobiet (Rita Milewska)
- 1950 - mistrzostwo Polski w biegach przełajowych na 1500 m (Stefania Gryczko)
- 1951 - mistrzostwo Polski w trójbiegu kobiet (Helena Jucha-Krogulecka)
- 1953 - brązowy medal mistrzostw Polski w biegu na 80 m przez płotki (Helena Jucha-Krogulecka)

Oprócz kobiet sukcesy odnosili również mężczyźni. Tadeusz Zamorski czterokrotnie (na dystansach 800, 1000, 1500 i 3000 m) zdobywał mistrzostwo Polski Zrzeszenia LZS, a Jerzy Mauthe osiągnął ten sam wynik na dystansie 200 m przez płotki.

## Sekcja piłkarska
Osiągnięcia w ostatnich sezonach:
| Sezon | Liga | Miejsce | Mecze | Punkty | Zwycięstwa | Remisy | Porażki | Bramki | Uwagi                        |
| ----- | ---- | ------- | ----- | ------ | ---------- | ------ | ------- | ------ | ---------------------------- |
| 02/03 | KO   | 2.      | 30    | 69     | 21         | 6      | 3       | 79:31  |                              |
| 03/04 | KO   | 1.      | 30    | 76     | 24         | 4      | 2       | 86:14  | Awans do IV ligi             |
| 04/05 | IV   | 13.     | 34    | 42     | 11         | 9      | 14      | 36:43  | Finał PP woj. podkarpackiego |
| 05/06 | IV   | 7.      | 34    | 50     | 13         | 11     | 10      | 49:43  |                              |
| 06/07 | IV   | 11.     | 34    | 46     | 13         | 7      | 14      | 40:36  |                              |
| 07/08 | IV   | 15.     | 34    | 31     | 7          | 10     | 17      | 30:50  |                              |
| 08/09 | IV   | 11.     | 30    | 36     | 9          | 9      | 12      | 37:49  |                              |
| 09/10 | IV   | 4.      | 30    | 54     | 16         | 6      | 8       | 55:31  |                              |
| 10/11 | IV   | 12.     | 30    | 36     | 10         | 6      | 14      | 21:46  |                              |
| 11/12 | IV   | 12.     | 30    | 34     | 10         | 4      | 16      | 43:64  |                              |
| 12/13 | IV   | 14.     | 28    | 17     | 4          | 5      | 19      | 26:73  | Spadek do klasy okręgowej    |
| 13/14 | KO   | 15.     | 30    | 12     | 3          | 3      | 24      | 23:91  | Spadek do klasy A            |
| 14/15 | KA   | 15.     | 30    | 27     | 7          | 6      | 17      | 33:57  | Spadek do klasy B            |
| 15/16 | KB   | 4.      | 24    | 43     | 12         | 7      | 5       | 42:34  |                              |
| 16/17 | KB   | 6.      | 22    | 24     | 7          | 3      | 12      | 39:54  |                              |
| 17/18 | KB   | 2.      | 22    | 50     | 16         | 2      | 4       | 82:26  | Awans do klasy A             |
| 18/19 | KA   | 10.     | 30    | 41     | 12         | 5      | 13      | 63:52  |                              |
| 19/20 | KA   | 5.      | 15    | 25     | 8          | 1      | 6       | 31:32  |                              |
| 20/21 | KA   | 12.     | 32    | 41     | 11         | 8      | 13      | 54:67  |                              |
| 21/22 | KA   | 13.     | 28    | 28     | 7          | 7      | 14      | 60:70  |                              |
| 22/23 | KA   | 15.     | 30    | 17     | 4          | 5      | 21      | 31:162 |                              |
| 23/24 | KA   | 14.     | 30    | 26     | 8          | 2      | 20      | 41:82  |                              |

Legenda:
IV - IV liga
KO - klasa okręgowa
KA - klasa A
KB - klasa B